# IC 594
IC 594 ist eine Balken-Spiralgalaxie vom Hubble-Typ SBbc im Sternbild Sextant südlich der Himmelsäquators. Sie ist schätzungsweise 280 Millionen Lichtjahre von der Milchstraße entfernt und hat einen Durchmesser von etwa 95.000 Lichtjahren.
Das Objekt wurde am 17. März 1893 vom französischen Astronomen Stéphane Javelle entdeckt.